# Domenico Battaglia
Domenico Battaglia (Satriano, Catanzaro, Italia, 20 de enero de 1963) es un sacerdote católico italiano, arzobispo metropolitano de Nápoles desde 2020 y cardenal desde 2024.

## Biografía

### Formación
Recibió su formación filosófico-teológica en el Pontificio Seminario Regional San Pío X de Catanzaro.

### Sacerdocio
Fue ordenado diácono el 8 de agosto de 1987 y sacerdote el 6 de febrero de 1988, en Satriano, por el arzobispo Antonio Cantisani.
Fue rector del Seminario liceale de Catanzaro y miembro de la Comisión Diocesana Giustizia e Pace ("Justicia y Paz") de 1989 a 1992, administrador parroquial en Sant'Elia, párroco de Madonna del Carmine en Catanzaro, director de la Oficina Diocesana de Cooperación Misionera entre Iglesias y párroco en Satriano de 1992 a 1999. Posteriormente, fue colaborador del Santuario de Santa Maria delle Grazie en Torre di Ruggiero, colaborador parroquial en Montepaone Lido y administrador de la parroquia de Santa Maria di Altavilla en Satriano.
En 1992 se convirtió en el presidente del Centro de Solidaridad de Calabria, que apoya los esfuerzos de recuperación de la adicción a las drogas y está asociado a la Federación Italiana de Comunidades Terapéuticas (Federazione italiana delle comunità terapeutiche, FICT). De 2000 a 2006 fue vicepresidente de la Fundación Betania (Fondazione Betania), una organización sin ánimo de lucro que gestiona centros de rehabilitación y residencias sanitarias en las provincias de Catanzaro y Vibo Valentia. De 2006 a 2015 fue presidente nacional de la FICT.

## Episcopado

### Obispo de Cerreto Sannita-Telese-Sant'Agata de' Goti

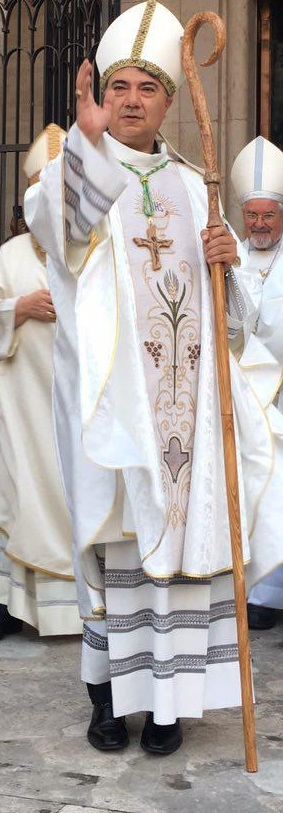
Mons. Battaglia al final de la ceremonia de su ordenación episcopal, 3 de septiembre de 2016.

El papa Francisco lo nombró obispo de Cerreto Sannita-Telese-Sant'Agata de' Goti el 24 de junio de 2016. Recibió su consagración episcopal el 3 de septiembre de manos del arzobispo Vincenzo Bertolone y tomó posesión de la diócesis el 2 de octubre, eligiendo como lema episcopal Confide surge vocat te («Ánimo, levántate, te está llamando», Marcos 10:49). 
Mientras era obispo, continuó con su labor de "cura de calle", lo que le valió el sobrenombre de "Bergoglio del Sur".

### Arzobispo de Nápoles
El papa Francisco lo nombró Arzobispo de Nápoles el 12 de diciembre de 2020; Tomó posesión de la sede napolitana el 2 de febrero de 2021.
El mismo día fue nombrado administrador apostólico de Cerreto Sannita-Telese-Sant'Agata de' Goti; desempeñó el cargo hasta la toma de posesión de su sucesor, Giuseppe Mazzafaro, que tuvo lugar el 12 de junio siguiente.
El 29 de junio de 2021, en la basílica de San Pedro en el Vaticano, recibió de manos del papa Francisco el palio, que le fue impuesto por el nuncio apostólico en Italia, Emil Paul Tscherrig, el 27 de septiembre siguiente.

## Cardenalato
El 4 de noviembre de 2024, a través de una nota de la Oficina de prensa de la Santa Sede, el papa Francisco anunció su creación como cardenal en el consistorio del 7 de diciembre siguiente, donde recibió el título de San Marcos en Agro Laurentino.
El 11 de enero de 2025 fue nombrado miembro del Dicasterio para la Evangelización, Sección para la primera evangelización y las nuevas Iglesias particulares.

## Obras
- (2009). Un filo d'erba tra i sassi. Soveria Mannelli: Rubbettino Editore. ISBN 9788849823882.
- con Virginio Colmegna (2010). I poveri hanno sempre ragione. Storie di preti di strada. Asís: Cittadella editrice. ISBN 9788830811096.
- (2012). Vecchie ciabatte... calzari di angeli. La tenerezza di un prete in cammino con gli ultimi. Terlizzi: Ed Insieme. ISBN 9788876021688.
- (2020). Seduto accanto alla mia povertà. Avvolto nel silenzio della Sua presenza. Terlizzi: Ed Insieme. ISBN 9788876023293.
- (2021). Napoli. Il colore della speranza. Milano: Paoline. ISBN 9788831554930.
- (2023). Breviario meridiano. Sud, educazione e politica. Firenze: Nerbini. ISBN 9788864344157.